# Timbó
Timbó là một đô thị thuộc bang Santa Catarina, Brasil. Đô thị này có diện tích 127,251 km², dân số năm 2007 là 33462 người, mật độ 263 người/km².